# طوطی‌واران
طوطی‌واران یا طوطی‌های راستین (نام علمی: Psittacoidea) نام یک بالاخانواده از راسته طوطی‌سانان عموماً رنگارنگ است. این بالاخانواده دارای ۳۵۰ گونه است و شامل بسیاری از گونه‌های آشنا و شناخته شدهٔ طوطی‌ها مانند طوطی‌های آمازون، مرغ عشق‌ها، مکائوها و طوطی‌های خاکستری (کاسکو) بوده که پراکندگی بسیار زیادی در نقاط مختلف دنیا دارند. اعضای این بالاخانواده در آمریکای جنوبی، آفریقا، استرالیا و آسیا زندگی می‌کنند.